# 雲南消防本部
雲南消防本部（うんなんしょうぼうほんぶ）は、島根県雲南市と仁多郡奥出雲町、飯石郡飯南町の1市2町を管轄する消防本部。雲南広域連合が設置している。

## 組織
- 本部
  - 消防総務課、予防課、警防課、通信指令課
- 雲南消防署、奥出雲消防署、飯南消防署
  - 第一小隊、第二小隊

## 主力機械
- 救助工作車：1
- はしご車：1　屈折はしご
- 災害支援車：1
- 消防ポンプ車：4
- 水槽付ポンプ車：3
- 指揮車：1
- 指揮隊車：3
- 救急車：7
- 防災支援車：1
- 災害支援車：1
- 連絡車：4

## 消防署
| 消防署       | 住所                      |
| ------------ | ------------------------- |
| 雲南消防署   | 雲南市木次町里方1100-6    |
| 奥出雲消防署 | 仁多郡奥出雲町三成1392-89 |
| 飯南消防署   | 飯石郡飯南町花栗840-13    |